# Tatort: Münchner Kindl
Der Fall Münchner Kindl ist die 14. Folge der ARD-Krimireihe Tatort. Sie wurde vom Bayerischen Rundfunk produziert und am 9. Januar 1972 im Ersten Programm erstausgestrahlt. Es handelt sich um den ersten Fall von Kommissar Veigl, dargestellt von Gustl Bayrhammer.

## Handlung
Die psychisch kranke Martha Hobiehler ist aus der Heilanstalt entflohen. Sie hatte, nachdem sie in einer unglücklichen Beziehung gestanden und ein Kind abgetrieben hatte, an starken Schuldkomplexen gelitten und ein Kind entführt, um dieses als ihr eigenes großzuziehen. Auf der Flucht vor der Polizei verunglückte das Mädchen tödlich, woran sich Martha ebenfalls die Schuld gibt.
Kurze Zeit nach ihrer erneuten Flucht aus der Anstalt entführt Martha wieder ein Kind, die kleine Ulrike Benssen, woraufhin in den Fernsehnachrichten die Fotos von Hobiehler und Ulrike gezeigt werden und Bevölkerung um Mithilfe bei der Suche gebeten wird. 
Hobiehler hat inzwischen Unterschlupf bei ihrer Freundin Frieda gefunden, einer Prostituierten, die mit ihrem Freund und Zuhälter Franz Ziehsl in einer Wohnung lebt. Da Martha Hobiehler gesucht wird und sich tarnen muss, überlegt sie, wie sie in den Friseursalon kommen kann, in dem sie vor ihrem Klinikaufenthalt gearbeitet hatte, um dort Material für Perücken zu stehlen. Der skrupellose Ziehsl nutzt die Gelegenheit, Martha zu einem Einbruch zu überreden. Tatsächlich gelingt es den beiden mithilfe von Marthas Ortskenntnissen, in den Salon einzubrechen und dort Material zu stehlen. Ziehsl erbeutet dabei außerdem die Wocheneinnahmen des Salons in Höhe von über 12.000 DM. Martha möchte mit der kleinen Ulrike ins Ausland fliehen, braucht zuvor allerdings Geld. Ziehsl schlägt ihr vor, für ihn auf den Strich zu gehen.
Als schließlich das Ehepaar Benssen das Vertrauen in die Arbeit der Polizei verliert und eigenmächtig eine Belohnung von 5.000 DM aussetzt, um seine Tochter wiederzubekommen, hat Ziehsl die Idee, das wohlhabende Ehepaar um 100.000 DM zu erpressen. Die Benssens lassen sich auf Ziehsls telefonische Erpressung, ohne zu zögern, ein.
Veigls Vorgesetzter ist daraufhin der Überzeugung, dass die Entführung nicht mit dem Fall Hobiehler in Zusammenhang stehe, Veigl ist allerdings anderer Meinung und weiterhin von einem Zusammenhang überzeugt und setzt seine Ermittlungen in diese Richtung fort.
Als Ziehsl Martha über sein Vorhaben informiert, ist diese entsetzt und weigert sich, das Mädchen wieder herzugeben. Um zu verhindern, dass Ziehsl das Kind zurückbringt, impft Martha Ulrike Informationen über Ziehsl ein, sodass die Kleine nicht mehr zu ihren Eltern zurückgebracht werden kann, ohne dass Ziehsl auffliegt. Daraufhin plant er, das Kind nach der Geldübergabe zu töten. Er weist Frieda an, Martha K.-o.-Tropfen zu verabreichen, damit er die Tat ausführen könne. Allerdings kommt zu diesem Zeitpunkt überraschend Friedas Freier Dünnkitz vorbei. Als Ziehsl eine Auseinandersetzung mit diesem hat, gelingt es Frieda, Ziehsl die K.-o.-Tropfen zu verabreichen. Frieda lässt Martha aus der Wohnung, woraufhin sie sich entschließt, Ulrike zu deren Eltern zurückzubringen.
Als Martha Hobiehler im Anschluss daran per Anhalter ins Ausland fliehen will, hört der Autofahrer, der die Frau mitnimmt, im Radio eine auf Martha zutreffende Personenbeschreibung und hält an der nächsten Tankstelle, um die Polizei zu alarmieren. Als er zu seinem Auto zurückkommt, ist Martha bereits ins nahegelegene Waldstück geflohen. Da dieses direkt an der Grenze liegt, ist anzunehmen, dass ihr die Flucht geglückt ist.

## Besonderheiten und Produktion
„Münchner Kindl“ (benannt nach der offiziellen Wappenfigur von München) ist eine der wenigen Tatort-Folgen, in der es keinen einzigen Toten gibt. Ferner beginnt diese Folge ausnahmsweise nicht mit dem typischen Tatort-Vorspann, sondern mit einer Film-Anfangsszene; erst nach dieser erfolgt der Vorspann. Werner Veigel spielt als Tagesschau-Sprecher sich selbst und berichtet über die entflohene Martha Hobiehler.
Drehorte in München waren das Polizeipräsidium in der Ettstraße sowie weitere markante Punkte der Stadt. Ebenso wurde in Iffeldorf an einer Tankstelle gedreht. Das Szenenbild verantwortete Wolfgang Hundhammer. Die Quote bei der Erstausstrahlung von Münchner Kindl hatte einen Marktanteil von 64 %. Unter allen Tatorten belegte dieser Fall den 29. Platz, unter den Tatorten aus München Platz 4.

## Kritik
TV Spielfilm gab für Humor und Spannung jeweils zwei von drei möglichen Punkten und urteilte: „Historisches TV aus einem anderen Land. […] Ein überraschend freimütiger Film, der nicht nur, was die Geschlechterrollen angeht, aus einer anderen Zeit stammt. Gustl Bayrhammer tut eher wenig im behäbigen 14. Fall der ‘Tatort’-Reihe, eine Leiche gibt’s auch nicht – aber dafür ein Soziogramm von Subjekten auf der schiefen Bahn. Michael Kehlmann, der Vater von Autor Daniel, führte Regie, Walter Sedlmayr taucht als Freier auf, und einige Dialoge sind reines Gold.“
Das Fernsehmagazin Gong befand „Bayrhammers Debüt für einen Krimi etwas zu gemächlich.“